# Nae kkangpae gat-eun ae-in
Nae kkangpae gat-eun ae-in (내 깡패 같은 애인?), noto anche con i titoli internazionali My Dear Desperado e My Gangster Lover, è un film del 2010 scritto e diretto da Kim Kwang-sik.

## Trama
La neolaureata Han Se-jin, dopo che l'azienda in cui lavorava fallisce improvvisamente, è costretta ad affittare un economico appartamento posto in un seminterrato; il suo coinquilino è Oh Dong-chul, gangster apparentemente scorbutico ma in realtà di buon cuore.